# Multikompleksno število
Multikompleksno število je v matematiki sistem števil Cn, ki ga lahko definiramo s pomočjo metode induktivnosti. Označimo s C0 sistem realnih števil. Za vsak n>0 naj bo in kvadratni koren iz -1, kar imenujemo imaginarno število. V tem primeru je {\displaystyle C_{n+1}=\lbrace z=x+yi_{n+1}:x,y\in C_{n}\rbrace }. V sistemu multikomplesnih se tudi zahteva, da v primeru, ko je  n ≠ velja tudi  {\displaystyle i_{n}i_{m}=i_{m}i_{n}}, kar je komutativnost. V tem primeru je C1 sistem kompleksnih števil, C2 je sistem bikompleksnih števil, dalje je C3 sistem  trikompleksnih števil Corrada Segreja (1863 – 1924). Cn pa je sistem multikompleksnih števil reda n. 
Vsak Cn tvori Banachovo algebro.
Multikompleksnega sistema števil ne smemo zamenjevati s Cliffordovimi števili, ki so elementi Cliffordove algebre. Cliffordov kvadratni koren iz -1 je namreč antikomutativen {\displaystyle i_{n}i_{m}+i_{m}i_{n}=0}.
Glede na podalgebro Ck, k = 0, 1, ... n−1 ima multikompleksni sistem Cn razsežnost 2n−k nad Ck.  

## Vira
- G. Baley Price (1991) An Introduction to Multicomplex Spaces and Functions, Marcel Dekker.
- Corrado Segre (1892) "The real representation of complex elements and hyperalgebraic entities" (v italijanščini), Mathematische Annalen 40:413–67 (glej strani 455–67).